# Dave Wilcox
David „Dave“ Wilcox (* 29. September 1942 in Ontario, Oregon; † 19. April 2023) war ein US-amerikanischer American-Football-Spieler auf der Position des Linebackers. Er spielte elf Jahre für die San Francisco 49ers in der National Football League (NFL). Wilcox wurde siebenmal in den Pro Bowl und 2000 in die Pro Football Hall of Fame gewählt.

## Privat
Dave Wilcox wurde am 29. September 1942 in Ontario, Oregon geboren. Er wuchs als eines von acht Kindern auf einer Farm in Vale, in der Nähe der Grenze zu Idaho auf. Er hat mit seiner Frau Merle zwei Söhne. Beide Söhne spielten College Football für die University of Oregon. Sein Sohn Josh Wilcox spielte zwei Saisons als Tight End für die New Orleans Saints in der NFL, während Justin Wilcox weiterhin als Trainer im College Football tätig ist – u. a. als Defensive Coordinator für die Trojans der University of Southern California (USC). Daves Bruder John Wilcox spielte ebenfalls an der University of Oregon und später ein Jahr für die Philadelphia Eagles in der NFL.

## College
Dave Wilcox spielte College Football zuerst zwei Jahre am Boise Junior College, bevor er die letzten beiden Jahre im College für die University of Oregon antrat. Er spielte als Guard in der Offense und als Defensive End in der Defense. Mit Wilcox schafften die Oregon Ducks ihre erste Teilnahme an einem Bowl-Spiel seit 47 Jahren. Sie gewannen im Sun Bowl mit 21:14 gegen die Southern Methodist University (SMU).

## NFL
Wilcox wurde 1964 sowohl von den Houston Oilers der noch jungen American Football League (AFL) in der AFL Draft (6. Runde als 46. Spieler), als auch von den San Francisco 49ers der National Football League (NFL) in der NFL Draft (3. Runde als 29. Spieler) ausgewählt. Er unterschrieb einen Vertrag bei den 49ers und spielte die nächsten elf Jahre als Linebacker in der NFL, wo er sich den Spitznamen The Intimidator (Der Einschüchternde) erwarb.
Er spielte in 153 NFL-Spielen, wurde siebenmal in den Pro Bowl, zweimal ins First Team und zweimal ins Second Team als All-Pro gewählt. 2000 wurde er in die Pro Football Hall of Fame gewählt.